# 12202 Toddgregory
12202 Toddgregory è un asteroide della fascia principale. Scoperto nel 1981, presenta un'orbita caratterizzata da un semiasse maggiore pari a 2,2125039 au e da un'eccentricità di 0,0810099, inclinata di 5,00541° rispetto all'eclittica.